# Thomas Nack
Thomas Nack (6. lipnja 1969.) njemački je heavy metal bubnjar. Svirao je sa sastavom Gamma Ray od 1993. do 1996. godine. Godine 1999. pridružio se sastavu Iron Savior kad ga je Dan Zimmermann napustio i pridružio se Gamma Ray. Napustio ga je 2017. godine.

## Diskografija
Gamma Ray
- Insanity and Genius (1993.)
- Land of the Free (1995.)
- Silent Miracles (1996.)

Iron Savior
- Dark Assault (2001.)
- Condition Red (2002.)
- Battering Ram (2004.)
- Megatropolis (2007.)
- The Landing (2011.)
- Rise of the Hero (2014.)
- Megatropolis 2.0 (2015.)
- Titancraft (2016.)